# Ibn Hasan al-Kattani

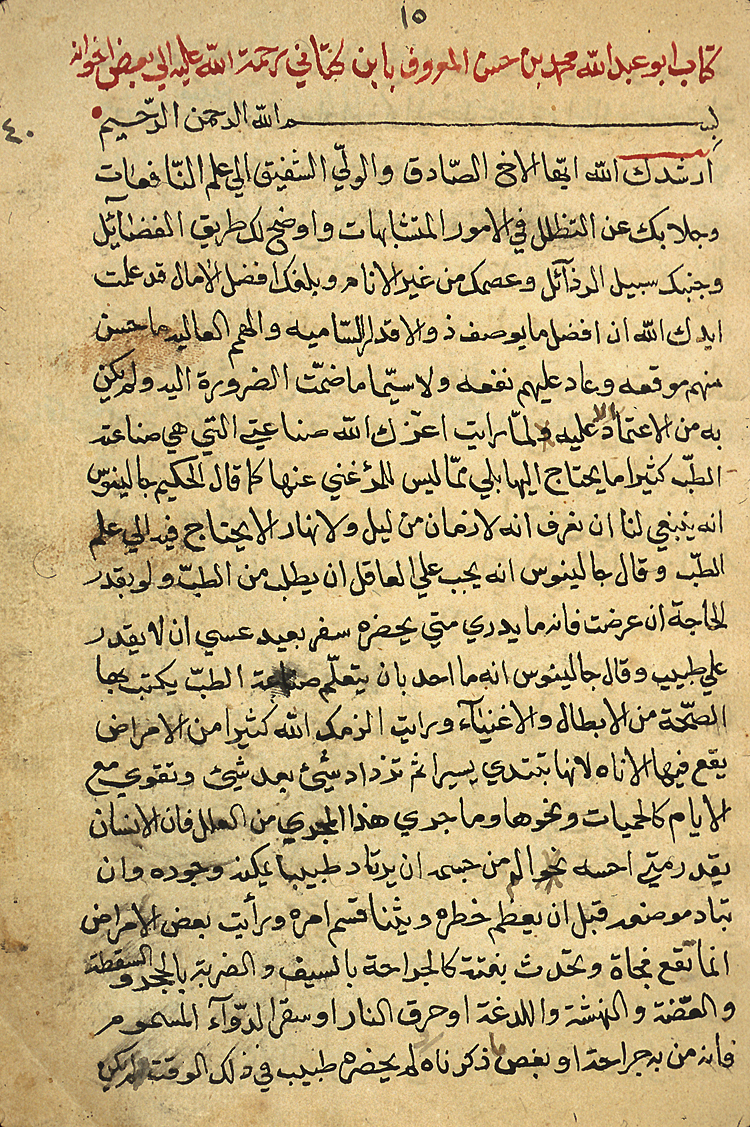
Trattamento delle malattie pericolose con sintomi epidemici, di al-Kattani.

Muhammad ibn al-Hasan al-Madhayti al-Kattani (ابو عبد الله محمد ابن حسن المعروف بابن الكتانى) (Cordova, 950 circa – Saragozza, 1029) è stato un medico, letterato e musicista arabo di al-Andalus.

## Biografia
Al-Kattani, cordovese di nascita, è stato il medico personale di Almanzor, ma dopo l'esplosione della guerra civile con la crisi del califfato di Cordova, si trasferì nella taifa di Saragozza dove diede il suo contributo ai progresso della medicina sviluppato da Abulcasis di Cordova.

## Opera
Scrisse un trattato, conservato, sul trattamento delle malattie pericolose con sintomi epidemici, il Mu‘alayat a il-amrāḍ a il-Jaṭirah a il-bādiyah ‘alá a il-badan min Jāriy (معالجة الامراض الخطرة البادية على البدن من خارج).
Dominò, anche, la grammatica, la logica e la filosofia, che aveva apprese dal saragozzano Ibn Fathun. Era considerato un rinomato conoscitore di inferenza e deduzione, aspetti della logica su cui scrisse diverse opere.
Come letterato scrisse l'antología poetica Kitab a il-Tasbihat min asso'ar ahl all'Andalus (Libro di similitudini nelle poesie degli andalusi) e fu insegnante di Ibn Hazm, il famoso autore di El collar de la paloma. Il Kitab al-Tasbihat raccoglie poesie di quasi un centinaio di testi spagnolo-arabi, tra cui alcune di al-Ramadi.
La sua opera Muhammad y Suda, con cenni autobiografici, tratta di una ragazza, dal nome Suda, che probabilmente era una di quelle che, reclutate tra le donne cristiane di Saragozza, furono portate come schiave di lusso a Cordova dopo essere state istruite nelle lettere, musica, scienza e cortesia. Tutto indica che al-Kattani gestiva un'attività di questo tipo ed è per questo che aveva avuto precedenti contatti con la Marca Superiore di Saragozza, dove a quanto pare continuò a dirigere questo istituto educativo poetico musicale (e affari lucrativi) per i giovani mozarabici. 
La sua scuola-conservatorio di giovani schiave cantanti fu una delle più prestigiose di al-Ándalus, e seguiva in questo tipo di istituto accademico quella creata a Cordova dal celebre musicista Ziryab nel IX secolo.